# Згурицкий район
Згурицкий район (молд. raionul Zgurița, молд. районул Згурица)— административно-территориальная единица Молдавской ССР, существовавшая с 11 ноября 1940 года по 9 января 1956 года.

## История
Как и большинство районов Молдавской ССР, образован 11 ноября 1940 года, центр — село Згурица. До 16 октября 1949 года находился в составе Сорокского уезда, после упразднения уездного деления перешёл в непосредственное республиканское подчинение.
С 31 января 1952 года по 15 июня 1953 года район входил в состав Бельцкого округа, после упразднения окружного деления вновь перешёл в непосредственное республиканское подчинение.
9 января 1956 года Згурицкий район был ликвидирован, большая часть его территории была передана в состав Дрокиевского района, меньшие части — в состав Атакского и Сорокского районов.

## Административное деление
По состоянию на 1 января 1955 года Згурицкий район состоял из 14 сельсоветов: Бадичанский, Баксанский, Болбочский, Верхнепопештский, Высокский, Деркауцкий, Згурицкий, Картофлянский, Кременчугский, Паланкский, Скинянский, Старотатаровский, Телешовский и Яровский.